# Всеукраинские съезды Советов
Всеукраинский съезд Советов (укр. Всеукраїнський з'їзд рад) — высший орган советской власти Советской Украины, с декабря 1917 года и до принятия Конституции УССР 1937 года. 

## История
По Конституции УССР 1919 года, составленной по образцу Конституции РСФСР 1918 года, съезды созывались Всеукраинским центральным исполнительным комитетом (ВУЦИК) не реже одного раза в год, по Конституции 1929 года — не реже одного раза в два года. На практике эта периодичность соблюдалась не всегда — так, между XII съездом (1931 год) и XIII съездом (1935 год) прошло четыре года. Существовала также возможность созыва чрезвычайных съездов — по усмотрению ВУЦИК либо по требованию советов и съездов советов местностей, где насчитывалось не менее одной трети граждан, имевших избирательные права.
Делегаты на Всеукраинские съезды Советов избирались губернскими (после 1926 года — окружными) съездами советов, а также (с 1924 года) Всемолдавским съездом советов (в Молдавской АССР) из числа своих делегатов. Как и в РСФСР, представительство разных социальных слоёв населения на съездах Советов Украинской ССР было неравным, однако имело свои особенности. Так, Конституция УССР 1919 года не содержала каких-либо ограничений избирательных прав, однако в ней говорилось, что ВУЦИК может регулировать нормы представительства разных социальных групп. Так, во время избирательной кампании 1919 года рабочие и крестьяне имели в десять раз меньше представителей на съезде, чем красноармейцы, несмотря на то, что значительно превосходили последних численно. В 1920 году ВУЦИК установил, что от каждого губернского (впоследствии окружного) и городского съезда Советов должно было быть избрано по одному депутату:
- от 1 000 красноармейцев в воинских частях;
- от 10 000 рабочих;
- от 50 000 крестьян.

Как и в РСФСР, в Украинской ССР существовала категория так называемых лишенцев — лиц, лишённых избирательного права за принадлежность к эксплуататорским классам (дворянству, духовенству, купечеству, бывшим царским чиновникам и тому подобное), а также за те или иные преступления по решению суда.
Согласно Конституции УССР от 1919 года, исключительном ведению Всеукраинского съезда Советов подлежало утверждение, изменение, дополнение Конституции УССР, объявление войны и заключение мира, изменение границ советской республики, общее руководство внутренней политикой, установление основ организации Вооружённых Сил, государственный контроль над деятельностью советской власти. С образованием Союза ССР компетенция съезда несколько изменилась, в частности, из компетенции съезда было изъято руководство внешней политикой и вооружёнными силами (они перешли к Всесоюзному съезду Советов и ЦИК СССР), однако съезд получил право решать вопрос о выходе республики из состава Советского Союза.
В перерывах между съездами высшим органом власти УССР являлся ВУЦИК, подотчётный избираемый Всеукраинским съездом Советов из числа его делегатов. Также съездом избирались делегаты в Совет Национальностей ЦИК СССР. Как ВУЦИК, так и Совет народных комиссаров УССР были подотчётны съездам Советов, после каждого съезда избирался новый состав ВУЦИК и утверждался новый состав Совнаркома.
Всего состоялось 14 Всеукраинских съездов Советов:
- I — 24 — 25 (11 — 12) декабря 1917 года — учредил Украинскую Народную Республику Советов (УНСР) как автономную республику в составе РСФСР;
- II — 17 — 19 марта 1918 года — учредил Украинскую советскую республику (УСР) как независимое государство;
- III — 6 — 10 марта 1919 года — учредил Украинскую Социалистическую Советскую Республику (УССР), принял её первую Конституцию;
- IV — 16 — 20 мая 1920 года;
- V — 25 февраля — 3 марта 1921 года;
- VI — 14 — 17 декабря 1921 года;
- VII — 10 — 14 декабря 1922 года;
- VIII — 17 — 20 января 1924 года;
- IX — 3 — 10 мая 1925 года — внёс изменения в Конституцию УССР, приведя её в соответствие с Конституцией СССР 1924 года;
- X — 6 — 13 апреля 1927 года;
- XI — 7 — 15 мая 1929 года — принял вторую Конституцию УССР;
- XII — 25 февраля — 4 марта 1931 года;
- XIII — 15 — 22 января 1935 года;
- Чрезвычайный XIV — 25 — 30 января 1937 года — принял третью конституцию УССР, которая упраздняла систему съездов Советов и учреждала в качестве высшего органа власти Верховный Совет УССР.